# Ключ 25
Ключ 25 (кит. иер. 卜) со значением «предсказание» — двадцать пятый по порядку из 214 традиционного списка иероглифических ключей, используемых при написании китайских иероглифов.

## История
Древняя идеограмма изображала трещину от раскаленных щипцов на панцире черепахи при гадании.
В современном языке иероглиф используется в значениях: «гадать на панцире черепахи, гадать, предсказывать, предрекать, предугадывать, предвидеть».
В качестве ключевого знака иероглиф малоупотребителен.
В словарях находится под номером 25.

## Примеры иероглифов
| Доп. черты | Примеры        |
| ---------- | -------------- |
| 0          | 卜 ⺊          |
| 2          | 卝 卞          |
| 3          | 卟 占 卡 卢    |
| 5          | 卣 卤          |
| 6          | 𠧧 㔽 卥 卦 卧 |
| 9          | 卨             |